# Démographie de l'Algérie

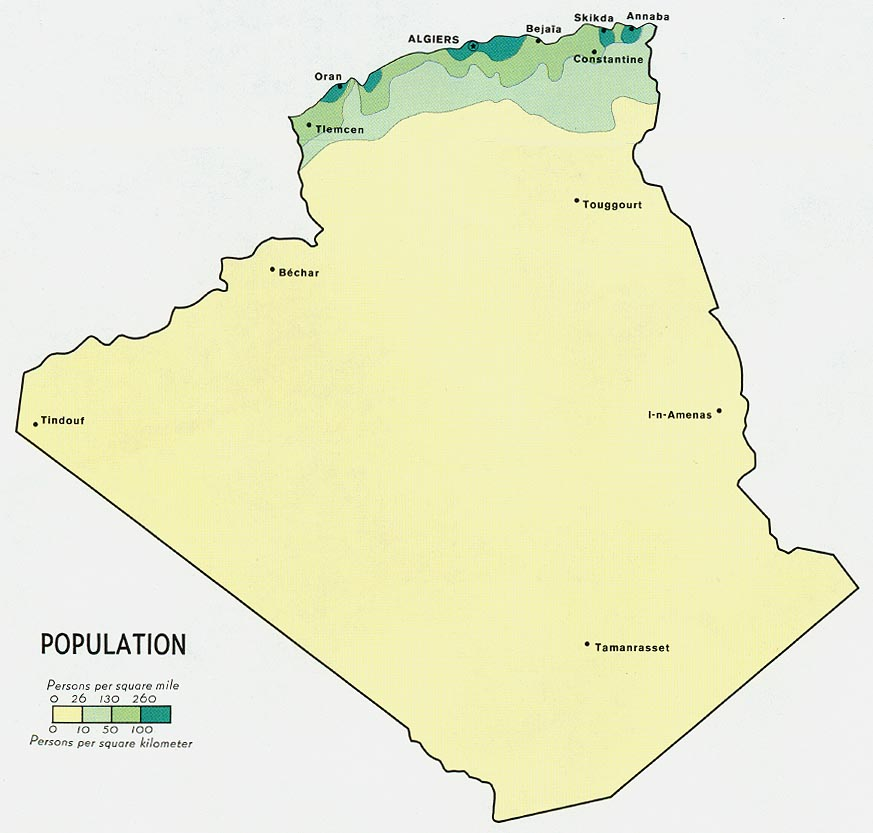
Répartition géographique de la population de l’Algérie en 1971.

Évolution démographique.

La démographie de l'Algérie est le domaine qui étudie de l'ensemble des données concernant la population de l'Algérie, d'hier et d'aujourd'hui.
L'organisme se chargeant de la connaissance de la démographie en Algérie est l'Office National des Statistiques publiant chaque année les données relative à la démographie du pays. Ainsi, il a été estimé au premier janvier 2021 que sa population était de 44 600 000 habitants, ce qui en fait le huitième pays d'Afrique par son poids démographique et trente-cinquième pays dans le monde. Le recul des naissances se poursuit pour descendre sous le seuil d’un million durant l'année 2020 avec 992 000 naissances vivantes, et ce pour la première fois depuis 2014.
La densité de la population est de 18,40 habitants au km2 en 2020, très inégalement répartie : la majorité se concentre sur les côtes au nord du pays.

## Évolution de la population
On observe une augmentation rapide de la population algérienne depuis l’indépendance.
En janvier 2016, la population de l'Algérie est évaluée à 40,4 millions d'habitants contre 12,7 millions en 1965.
En janvier 2025, la population algérienne est passée à 47,4 millions
| Année | Population (en milliers) |
| ----- | ------------------------ |
| 1966  | 12 096                   |
| 1970  | 13 309                   |
| 1975  | 15 768                   |
| 1980  | 18 666                   |
| 1985  | 21 863                   |
| 1990  | 25 022                   |
| 1995  | 28 060                   |
| 2000  | 30 879                   |
| 2005  | 32 906                   |
| 2010  | 35 978                   |
| 2018  | 42 578                   |
| 2025  | 47 400                   |

### Projection de la population
L'ONS se basant sur un Indicateur Conjoncturel de Fécondité (ICF) évalué à 2,4 enfants par femme et d’une espérance de vie à la naissance projetée à 82 ans pour les hommes et 83 ans pour les femmes a estimé que l'Algérie sera peuplée de 57 625 000 habitants en 2040.
Selon les estimations et projections des Nations unies en 2024, la population de l'Algérie atteindrait 60 millions d'habitants en 2050.

### Structure de la population
La population masculine représente 50,7 % de la population totale. L’âge moyen de la population passe de 28,0 ans à 29,4 ans entre 2009 et 2019, il continue de croître sous l’effet de l’allongement de l’espérance de vie à la naissance. De plus, au cours de la même période l’âge médian est passé de 24,5 ans à 27,7 ans.
| Années | Masculin | Féminin | Ensemble |
| ------ | -------- | ------- | -------- |
| 2009   | 27,8     | 28,1    | 28,0     |
| 2014   | 28,5     | 29,0    | 28,8     |
| 2019   | 29,1     | 29,7    | 29,4     |

La population âgée de moins de cinq ans est passée de 11,8 % à 11,7 % entre 2018 et 2019, au profit de celle âgée de 5 à 9 ans qui constitue désormais 10,4 % de la population totale, contre 10,2 % en 2018. De même, la part de la population âgée de moins de 15 ans poursuit sa progression, elle passe de 30,1 % à 30,4 % durant la même période. De plus, la part des personnes en âge d'activité de 15 à 59 ans continue de décroître passant de 60,6 % à 60,0 % durant la même période. Néanmoins, la part de la population âgée de 60 ans et plus est passée de 9,3 % à 9,5 % entre 2018 et 2019.

| Groupe d'âge | Masculin | Féminin | Ensemble |
| ------------ | -------- | ------- | -------- |
| 00 an        | 120      | 114     | 234      |
| 01-04 ans    | 482      | 456     | 938      |
| 05-09 ans    | 534      | 505     | 1038     |
| 10-14 ans    | 429      | 404     | 834      |
| 15-19 ans    | 347      | 331     | 678      |
| 20-24 ans    | 376      | 361     | 738      |
| 25-29 ans    | 422      | 408     | 831      |
| 30-34 ans    | 440      | 434     | 874      |
| 35-39 ans    | 411      | 404     | 815      |
| 40-44 ans    | 332      | 328     | 659      |
| 45-49 ans    | 275      | 277     | 551      |
| 50-54 ans    | 236      | 238     | 474      |
| 55-59 ans    | 190      | 191     | 381      |
| 60 ans et +  | 473      | 480     | 953      |

### Période coloniale française
Durant la période coloniale française, selon Les Tableaux de l'Économie Algérienne du Service de la Statistique Générale de l'Algérie (1960), la population totale en Algérie a évolué comme suit :
| Année | Population totale | Musulmans | Non-musulmans* | Population comptée à part |
| ----- | ----------------- | --------- | -------------- | ------------------------- |
| 1856  | 2 496,1           | 2 307,4   | 180,3          | 8,4                       |
| 1866  | 2 921,2           | 2 652,1   | 251,9          | 17,2                      |
| 1876  | 2 807,6           | 2 462,9   | 344,8          | 59,9                      |
| 1886  | 3 817,3           | 3 287,2   | 464,8          | 65,3                      |
| 1896  | 4 429,4           | 3 781,1   | 578,5          | 69,8                      |
| 1906  | 5 231,9           | 4 477,8   | 680,3          | 73,8                      |
| 1911  | 5 563,8           | 4 740,5   | 752            | 71,3                      |
| 1921  | 5 804,3           | 4 923,2   | 791,4          | 89,7                      |
| 1931  | 6 553,5           | 5 588,3   | 881,6          | 83,6                      |
| 1936  | 7 234,7           | 6 201,2   | 946            | 87,5                      |
| 1948  | 8 681,8           | 7 679,1   | 922,3          | 80,4                      |
| 1954  | 9 529,7           | 8 449,3   | 984            | 96,4                      |

* Les Français musulmans ayant abandonné leur statut local (10 000 environ) sont comptés dans cette colonne jusqu'en 1936 inclus.

## Natalité

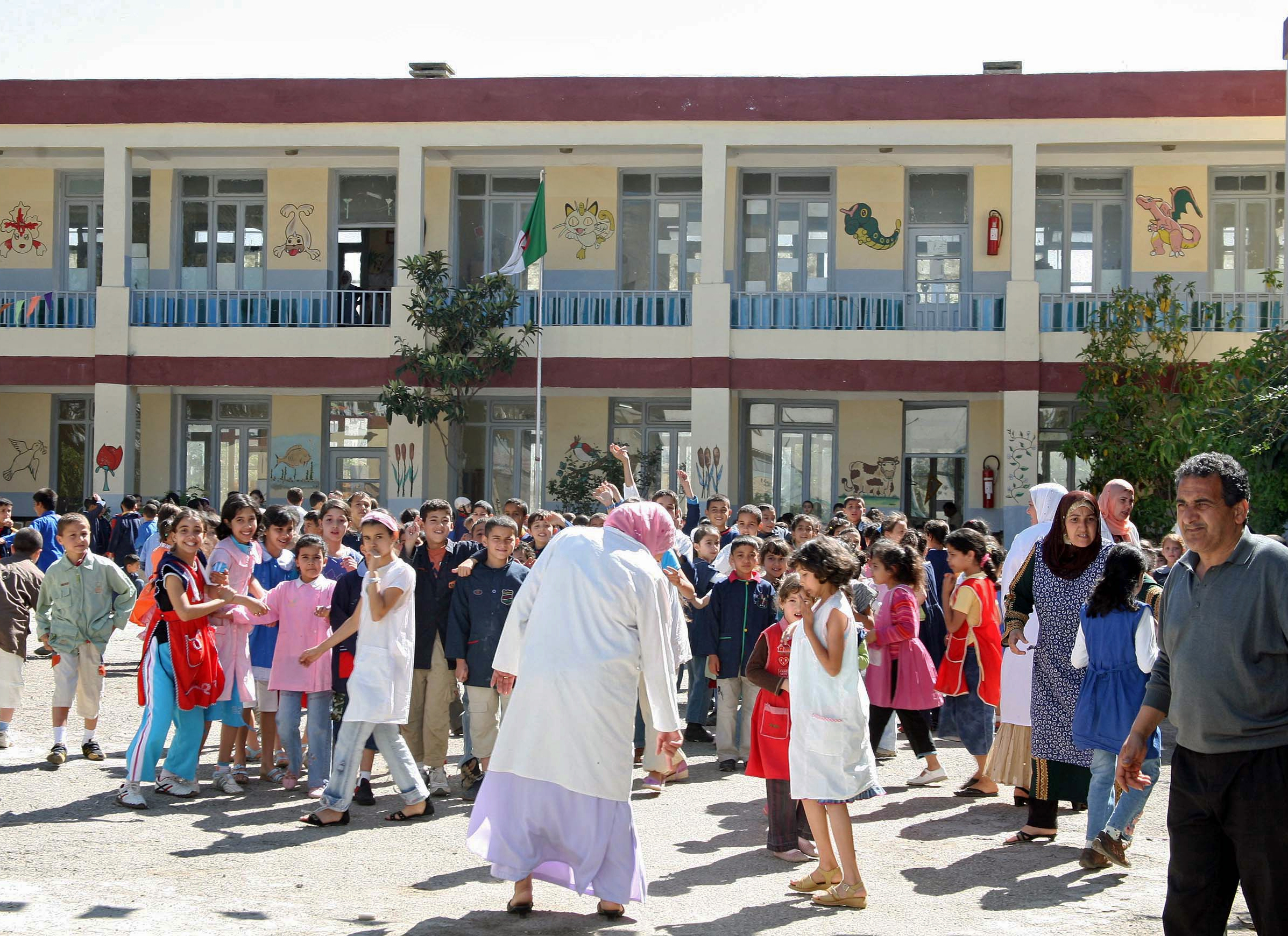
École primaire en Algérie.

Après une chute rapide de sa natalité dans les années 1980-1990, faisant passer la fécondité de 4,5 enfants par femme en 1990 à 2,4 enfants par femme en 2000, la fécondité a remonté sensiblement depuis, progressant régulièrement et dépassant les 3 enfants par femme depuis 2012 (3,1 enfants par femme en 2015), une évolution assez inhabituelle. Le nombre de naissances passe de 600 000 naissances par an dans les années 1990-2000 à 1 million de naissances en 2015, augmentation qui est décrite comme un « réel nouveau baby-boom ».
Cette explosion des naissances s'expliquerait par l'amélioration des conditions de vie notamment un meilleur accès au logement, davantage d'emplois et l'amélioration de la situation sécuritaire avec la fin de la guerre civile.
Le taux de natalité est également encouragé par le rajeunissement de l'âge du mariage. Ce serait « vraisemblablement le premier moteur de la hausse récente de la fécondité. » À cela s'ajoute un reflux de la pratique contraceptive dans le mariage.
En 2017, le taux de natalité est de 25,40 pour mille habitants. Cette année est la quatrième année de suite durant laquelle le pays connaît un nombre total de naissances supérieur à un million. Cette natalité en hausse laisse prévoir une augmentation des charges liées à la santé et à l’éducation.
L'Office national des statistiques (ONS) a souligné qu'en 2020, le nombre de naissances vivantes a chuté sous le seuil d'un million pour la première fois depuis 2014. Et en 2023, pour la première fois depuis 2010, le volume des naissances est descendu en dessous de 900 000. Cette diminution du nombre de naissances vivantes a entraîné une baisse du taux brut de natalité, qui est passé de 23,80 ‰ en 2019 à 19,32 ‰ en 2023.

## Mortalité

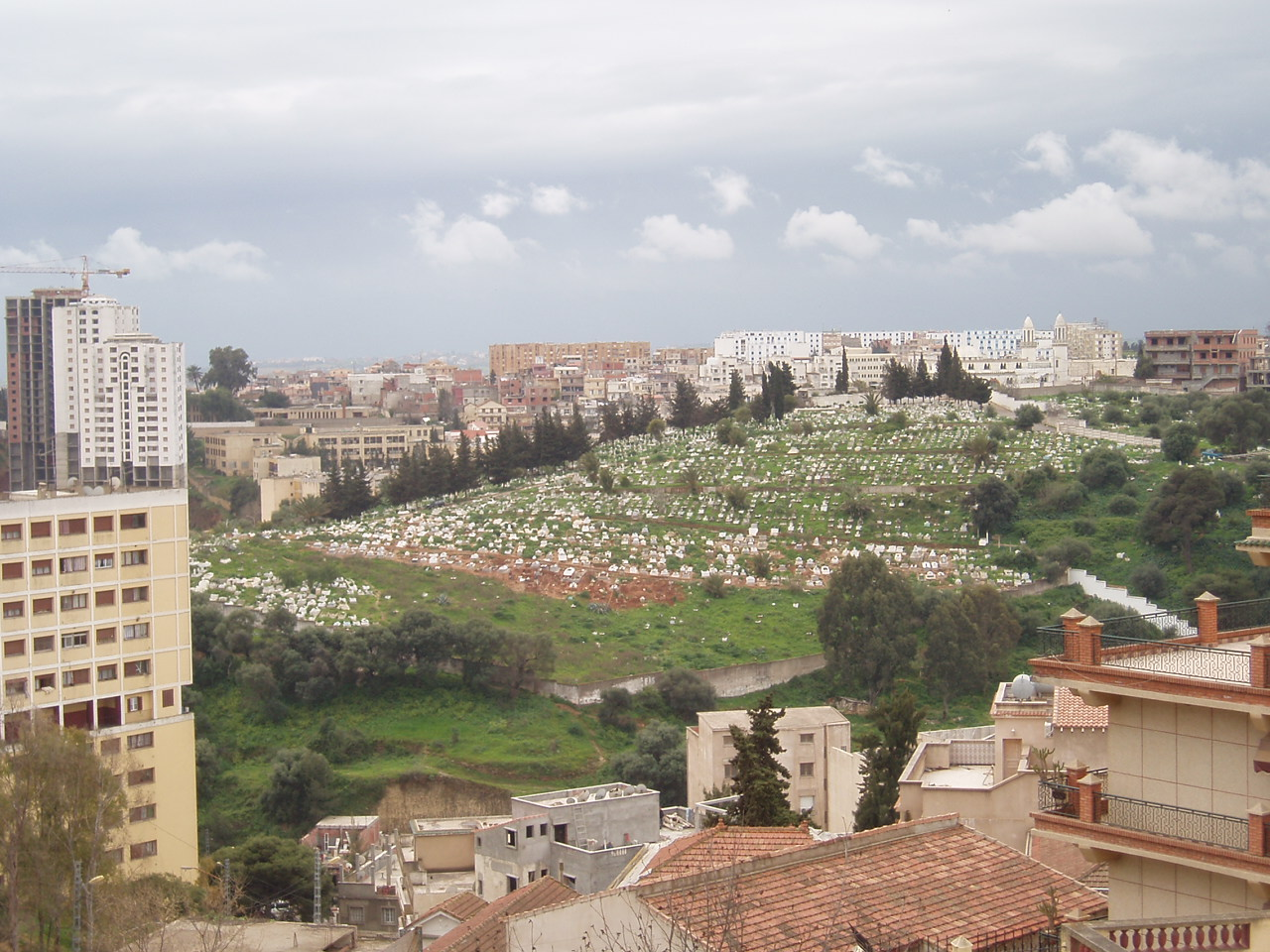
Cimetière à Alger.

L'année 2020 a connu une augmentation de 38 000 décès par rapport à 2019, ainsi le nombre de personnes décédées a atteint 236 000. Le taux brut de mortalité a aussi connu une augmentation enregistrant une légère hausse en passant de 4,55 ‰ à 5,33 ‰ au cours de cette période.
Avec un recul de plus de 2 330 décès par rapport à 2019, l'année 2020 obtient un nombre de décès infantiles de 18 700, avec un taux de mortalité infantile de l'ordre de 18,9 ‰. Réparti par sexe, il atteint 21 ‰ chez les garçons et 16,6 ‰ chez les filles.
Les maladies cardiovasculaires demeurent la première cause des décès en Algérie en 2020.
| Cause de décès           | Nombre de morts (en %) |
| ------------------------ | ---------------------- |
| Maladie génito urinaire  | 2,8                    |
| Maladie infectieuse      | 3                      |
| Maladie digestive        | 3,3                    |
| Malformations            | 4                      |
| Maladie endocrinienne    | 4,2                    |
| Maladie respiratoire     | 6                      |
| Causes externes          | 5,3                    |
| Tumeurs                  | 12                     |
| Affections périnatales   | 11,5                   |
| Causes mal définies      | 23                     |
| Maladie cardiovasculaire | 21,5                   |

## Espérance de vie
L’espérance de vie à la naissance en 2024 a atteint 79,6 ans au niveau global. Déclinée par sexe, elle est de 78,2 ans pour les hommes et 81 ans pour les femmes.
Entre 2001 et 2019, l'espérance de vie à la naissance d'une personne de sexe masculin a gagné un peu plus de 5 ans alors qu'une personne de sexe féminin a gagné 4 ans.

## Répartition de la population

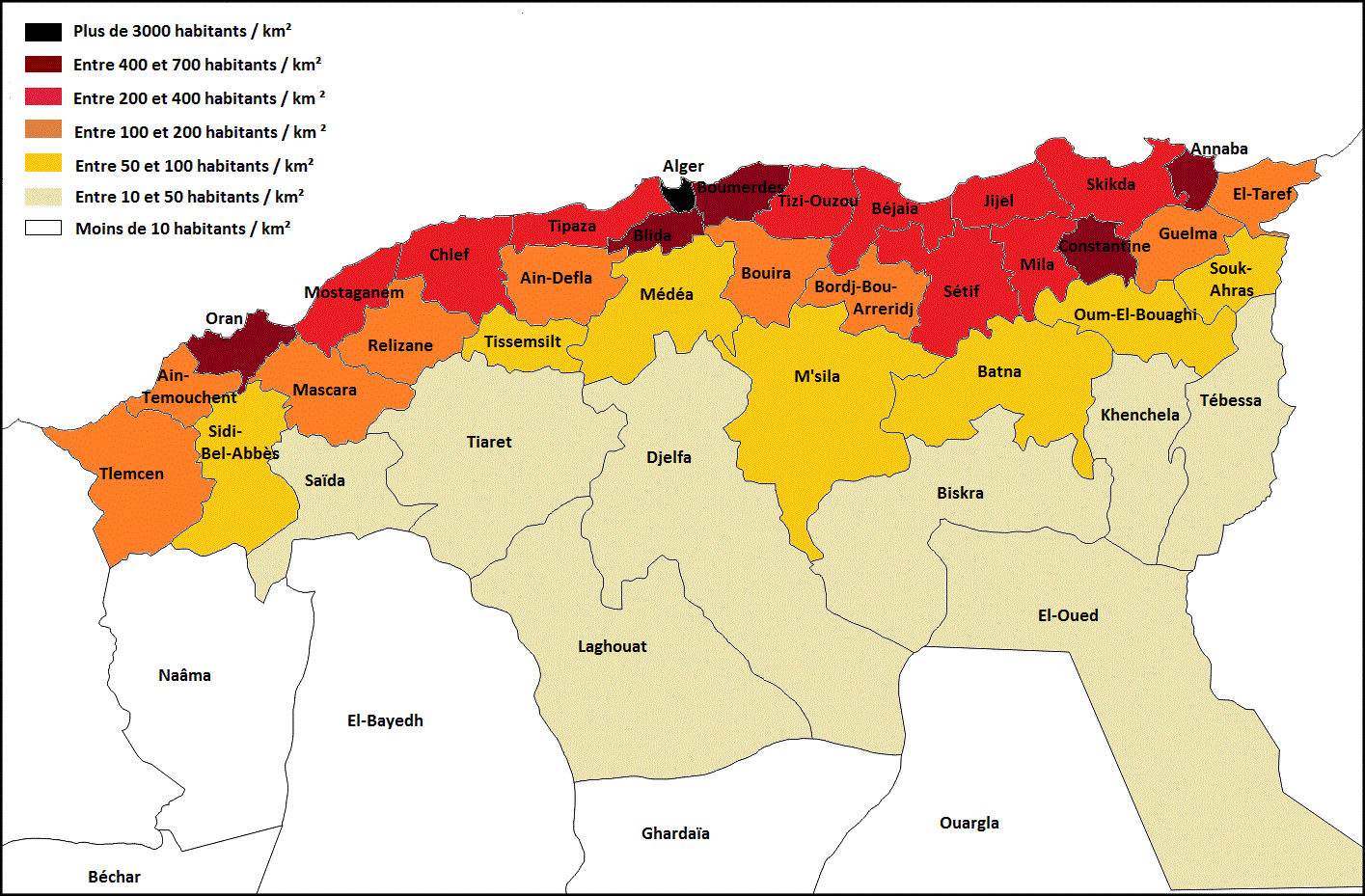
Répartition de la population (2008).

La population algérienne est très inégalement répartie sur le territoire, en effet elle est très majoritairement concentrée à moins de 250 km du littoral méditerranéen, au-delà de 250 km au sud du littoral la population se fait rare hormis en quelques villes qui correspondent à des oasis.
Les 12 wilayas ayant une densité de moins de 20 habitants au km2 (Djelfa, Laghouat, El Oued, Naama, El Bayedh, Ouargla, Ghardaïa, Adrar, Bechar, Tamenrasset, Illizi et Tindouf) représentent 89 % de la superficie du pays pour à peine 13 % de la population.
Les 36 autres wilayas, ayant toutes une densité supérieure à 20 habitants au km2, et toutes situées au nord du pays, représentent 11 % de la superficie (soit environ 240 000 km2) et regroupent 87 % de la population.
Parmi ces 36 wilayas du Nord, les densités les plus fortes se retrouvent autour des grandes agglomérations (Alger, Oran, Constantine et Annaba), viennent ensuite les wilayas littorales plus rurales (Chlef, Tipaza, Tizi Ouzou, Jijel, Skikda, etc.), puis les wilayas intérieures (Relizane, Mascara, Médéa, Souk Ahras, etc) et enfin les wilayas proches du Sahara (Tébessa, M'sila, Tiaret, Saïda, etc.).
| Wilaya             | Densité de la population (en habitant au km2) |
| ------------------ | --------------------------------------------- |
| Alger              | 3693,63                                       |
| Oran               | 685,56                                        |
| Blida              | 678,58                                        |
| Boumerdès          | 504,14                                        |
| Constantine        | 429,12                                        |
| Annaba             | 423,56                                        |
| Mostaganem         | 338,90                                        |
| Tizi Ouzou         | 316,03                                        |
| Béjaïa             | 279,25                                        |
| Tipaza             | 272,86                                        |
| Jijel              | 247,17                                        |
| Sétif              | 229,09                                        |
| Mila               | 225,09                                        |
| Skikda             | 223,22                                        |
| Chlef              | 209,16                                        |
| Bouira             | 156,70                                        |
| Ain Defla          | 156,42                                        |
| Ain Temouchent     | 156,05                                        |
| Bordj Bou Arreridj | 152,73                                        |
| Relizane           | 149,11                                        |
| Mascara            | 131,98                                        |
| El Tarf            | 122,32                                        |
| Guelma             | 117,64                                        |
| Tlemcen            | 104,75                                        |
| Souk Ahras         | 96,48                                         |
| Tissemsilt         | 93,43                                         |
| Médéa              | 92,48                                         |
| Batna              | 91,85                                         |
| Oum El Bouaghi     | 81,38                                         |
| Sidi Bel Abbès     | 66,09                                         |
| M'sila             | 52,92                                         |
| Saïda              | 48,88                                         |
| Tebessa            | 45,60                                         |
| Tiaret             | 40,96                                         |
| Khenchela          | 39,41                                         |
| Biskra             | 34,37                                         |
| Laghouat           | 18,18                                         |
| Djelfa             | 16,44                                         |
| El Oued            | 11,87                                         |
| Naâma              | 6,44                                          |
| Ghardaïa           | 4,22                                          |
| El Bayadh          | 2,90                                          |
| Ouargla            | 2,63                                          |
| Bechar             | 1,66                                          |
| Adrar              | 0,94                                          |
| Tamenrasset        | 0,32                                          |
| Tindouf            | 0,31                                          |
| Illizi             | 0,18                                          |

## Nuptialité

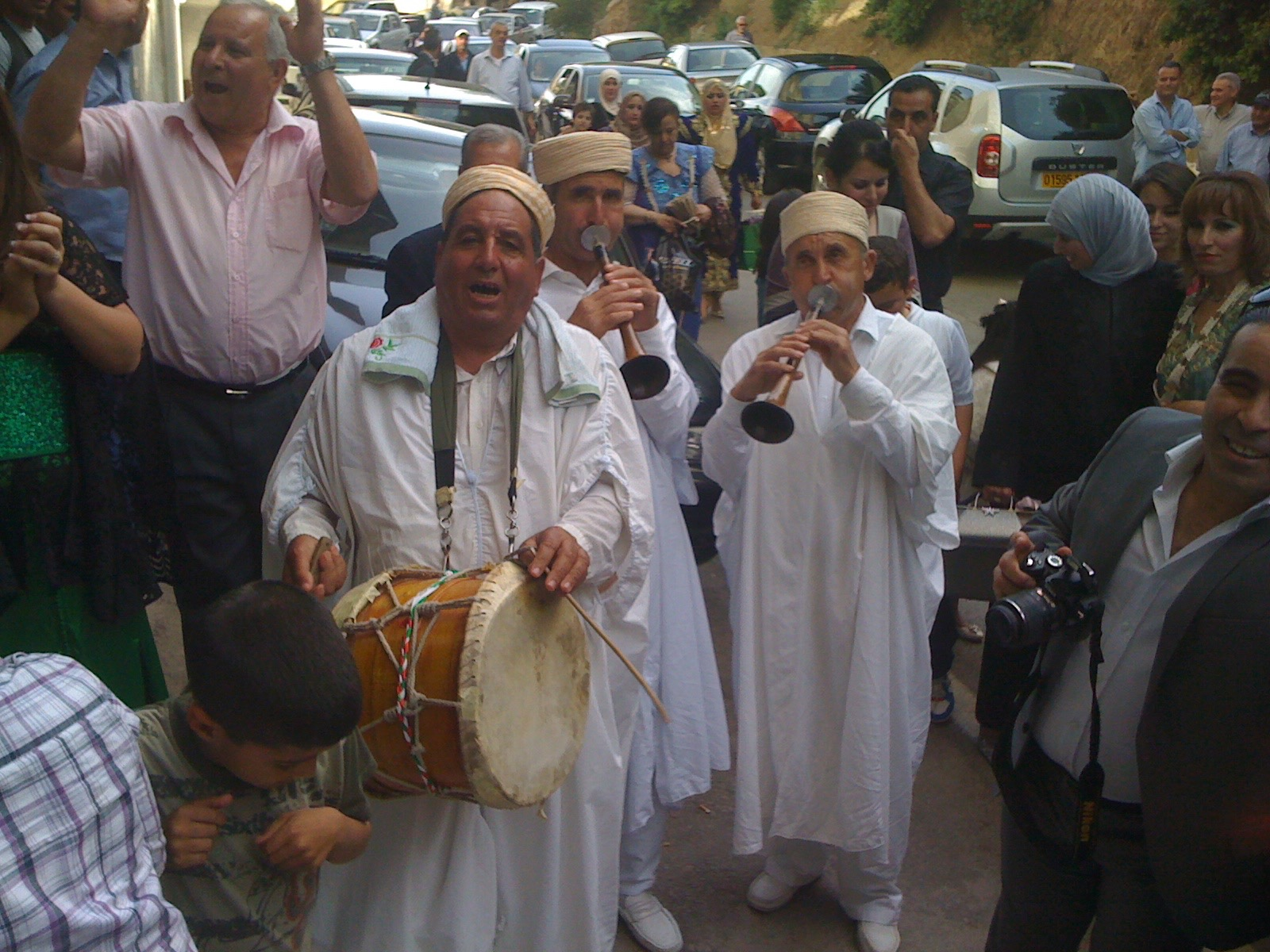
Mariage traditionnel en Kabylie.

Depuis 2014, on constate une baisse du nombre des mariages, en 2013 le nombre d'unions s'établissait à 388 000. Au cours de l'année 2019 les bureaux de l’état civil ont enregistrés 315 000 unions, soit une baisse de plus de 5 % par rapport à 2018. Le taux brut de nuptialité continue de décroître, passant de 7,79 ‰ à 7,26 ‰.
L'évolution de la population âgée de 20 à 34 ans (population où se contracte 80 % des mariages) fait ressortir une régression du volume de celle-ci à partir de 2015, laquelle est passée de 10,997 à 10,606 millions entre 2015 et 2019. Bien qu'il y ait un rythme de décroissance de l’effectif des mariages semblant plus soutenu que celui de la baisse de cette population, la corrélation entre l’évolution du volume de la population âgée entre 20 et 34 ans et celui des mariages est clairement établie. Avec le maintien de la baisse du volume de cette population dans les années à venir, il est probable que la baisse du volume des mariages se poursuivra jusqu'en 2030.
| Années | Mariages | Taux brut de Nuptialité (%) | Divorces | Taux de divorce (%) |
| ------ | -------- | --------------------------- | -------- | ------------------- |
| 2001   | 194 000  | 6,29                        |          |                     |
| 2005   | 279 500  | 8,50                        | 31 021   | 11,10               |
| 2010   | 345 000  | 9,58                        | 49 845   | 14,46               |
| 2015   | 369 000  | 9,24                        | 59 909   | 16,23               |
| 2019   | 315 000  | 7,26                        | 65 967   | 20,94               |
| 2023   | 278 000  | 6.0‰                        | 94 302   | 33,5                |

Au cours de l'année 2019, 65 967 ruptures d'unions ont été prononcées. Le taux brut de divortialité, exprimé par le rapport entre le nombre de divorces et la population moyenne de l’année a atteint ainsi 1,52 ‰, en baisse par rapport à 2018 où il avait atteint 1,54 %. En outre, le taux de divorce, définit comme le rapport entre l’effectif des divorces et celui des mariages contractés durant la même année, est passé de 19,80 % à 20,94 entre 2018 et 2019.
L'âge moyen du mariage en 2019 était de 27 ans pour les femmes et de 34 ans pour les hommes. Djeraoune, cadre à la Direction de la population au ministère de la Santé, souligne que le mariage précoce a quasiment disparu, les femmes estimant désormais que l'âge idéal pour se marier est de 24 ans.

## Émigration

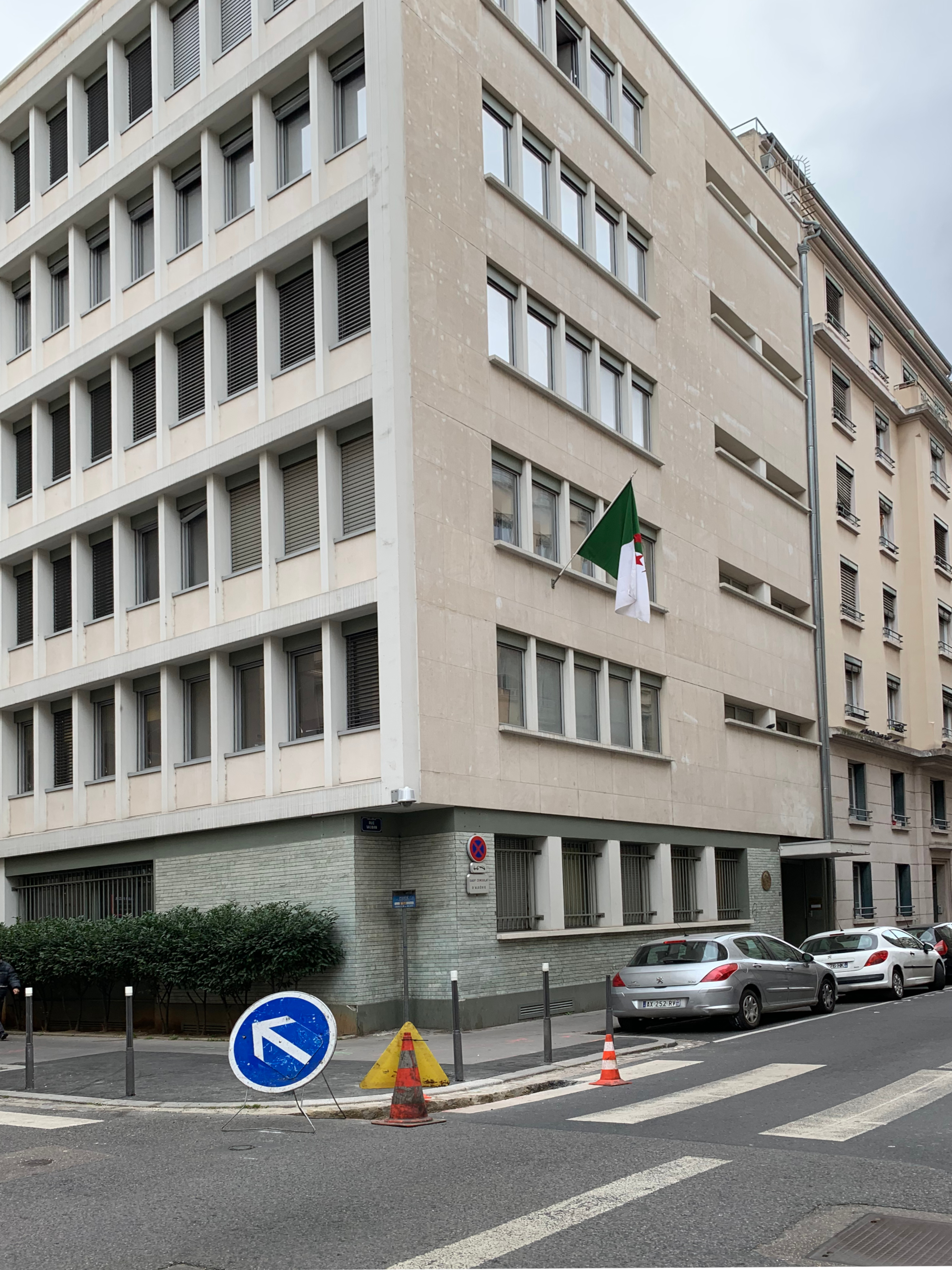
Consulat d'Algérie à Lyon.

Le pays connaît un taux important d'émigration. En 2000, l'Algérie est le 15e pays du monde ayant fourni le plus de migrants, estimés à plus de 2 millions d’individus, soit une proportion de 6,8 % par rapport à la population du pays. La France abrite la plus importante communauté algérienne à l'étranger, estimée à un million de personnes, dont près de 450 000 binationaux. Selon l'Association internationale de la diaspora algérienne, d'autres communautés importantes vivent en Espagne (estimé à 64 000 en 2014), au Royaume-Uni (250 000), au Canada, en Allemagne (106 238), en Italie et en Belgique (90 000). Le taux de migration est négatif (-0,33 ‰), car le taux d'émigration n'est qu'en partie compensé par l'immigration de populations venues des pays du sud. L'Algérie abrite notamment dans la région de Tindouf près de 165 000 réfugiés sahraouis ayant fui le Sahara occidental en 1975.
Cette émigration s'est encore accélérée depuis 2000. Entre 2000 et 2013, 840 000 Algériens ont quitté le pays portant le nombre d'Algériens expatriés à 1 770 000 en 2013. 82 % des émigrés algériens se trouvent en France. Cette émigration a pour conséquence une « hémorragie grave dans l'encadrement et les élites universitaires ». Elle touche également les médecins : selon le président du Conseil de l’ordre des médecins, entre 500 et 1 000 médecins algériens s’exilerait annuellement, notamment en France où le Conseil de l’ordre des médecins français recense, en 2021, 15 000 médecins algériens.
En 2017, les chiffres de l'émigration repartent à la hausse. Entre les mois de juillet et septembre, les Algériens faisaient partie des cinq principales nationalités d'arrivants en Europe après la Syrie, le Maroc, le Nigeria et l'Irak.

## Immigration

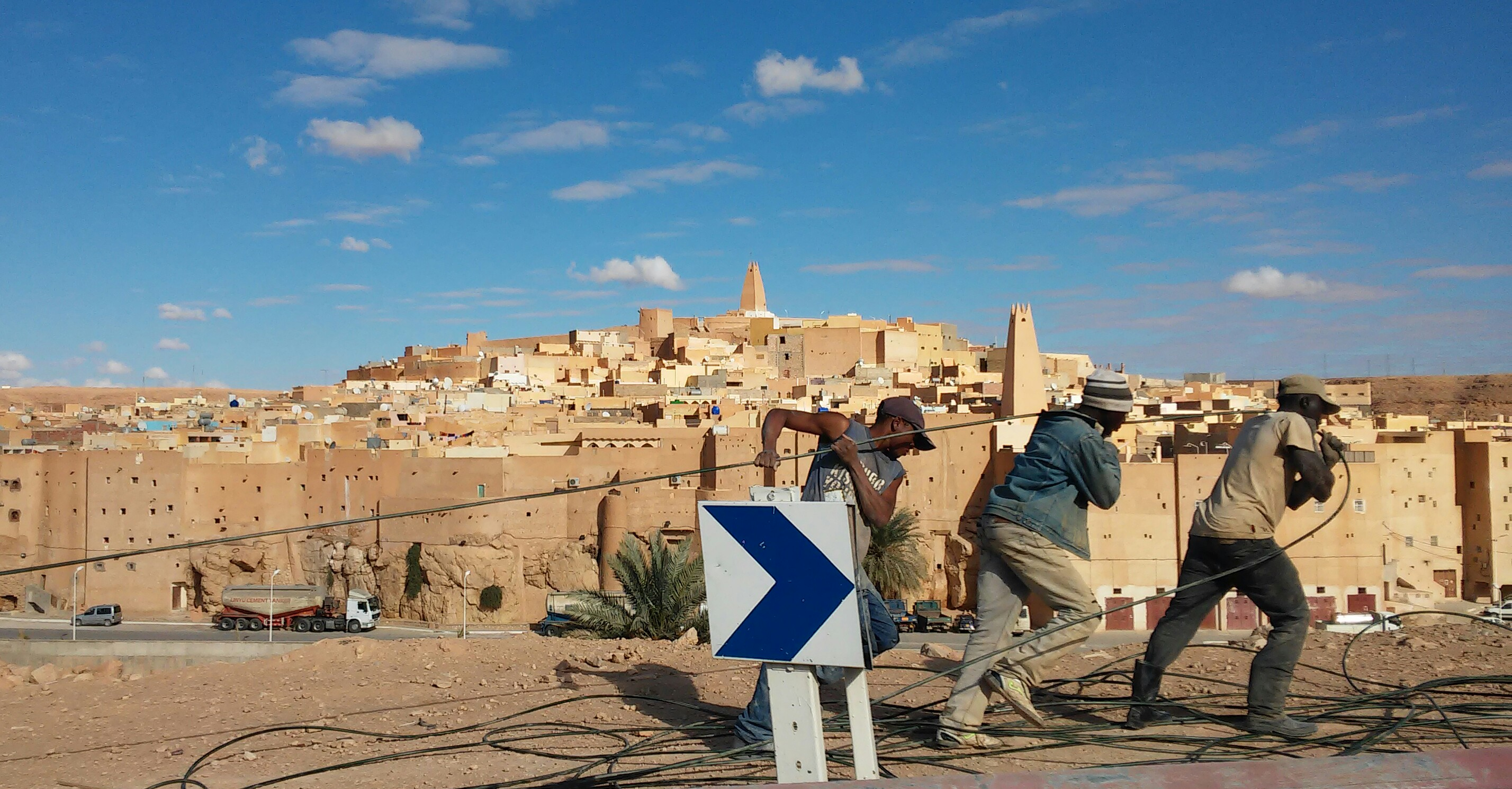
Travailleurs subsahariens, à Bounoura dans le Mzab.

L'Organisation internationale pour les migrations (OIM) affirme que près de 500 migrants arrivent chaque jour sur le territoire algérien, ce qui rend les conditions d'accueil très difficiles. Depuis 2018, le nombre de migrants franchissant la frontière a triplé. Le pays est considéré comme « une plaque tournante de l'immigration » selon Paolo Giuseppe Caputo, le chef de mission de l'OIM à Alger. La population étrangère en Algérie ne représente que 1 % de la population totale. Malgré la baisse régulière des migrants au Maghreb, l'Algérie continue d'accueillir des étrangers, il y aurait entre 240 000 et 318 000 étrangers au début des années 2010.
Le pays connaît des migrations frontalières, subsahariennes et maghrébines notamment des réfugiés, particulièrement après l'arrivée des réfugiés du Sahara occidental. Ils étaient plus de 150 000 en 2010. En 2011, il y a eu un reflux des familles tunisiennes et libyennes vers l'Algérie. Et près de 30 000 Maliens chercheraient refuge dans le pays d'après les sources sécuritaires. Parmi ces réfugiés, on trouve aussi des Algériens installés depuis longtemps au Mali. En outre, il y avait 45 000 Marocains en 2010, et 16 000 Tunisiens en 2008. Toutefois, il existe un phénomène d’exception pour les Maghrébins qui sont pour beaucoup dans des « familles mixtes », et qui sont installés de longue date dans le pays, notamment pour les Marocains. Le pays accueille également 12 000 réfugiés syriens.

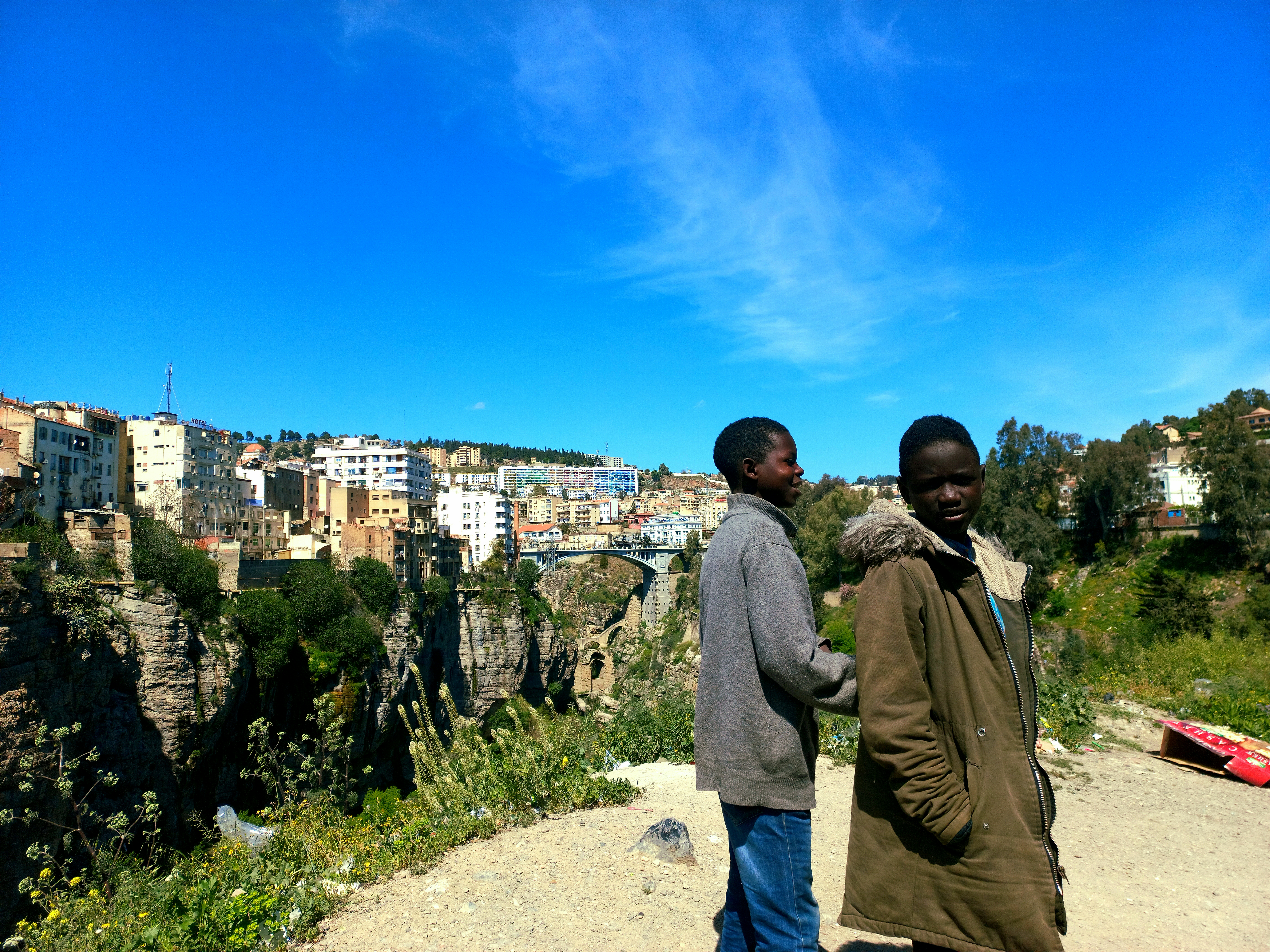
Réfugiés nigériens à Constantine.

Les soins étant gratuits, de nombreuses femmes viennent accoucher mais aussi de nombreux migrants atteint de VIH ou d'autres maladies chroniques venant faire leur bilan de santé. En outre, la majorité des migrants sont des hommes venus pour travailler car le pays offre beaucoup plus d'opportunité que dans leurs pays d'origine. Les principaux migrants arrivant en Algérie depuis janvier 2019 sont originaires du Mali, du Niger, de Guinée, de Côte d'Ivoire, du Cameroun, du Sénégal, du Sierra-Léone, du Bénin et du Nigéria.
Selon Amnesty International il y aurait un profilage ethnique conduisant à des expulsions illégales. Les migrants irréguliers de l’Algérie qui sont estimés par les ONG à environ 100 000 personnes vivent en dehors de tout cadre juridique, ces individus souvent exploitées par des patrons peu soucieux de leur bien être vivent dans des conditions souvent très difficiles. Amnesty International a déclaré fin octobre que plus de 2 000 Africains originaires de pays subsahariens avaient été arrêtés en Algérie entre septembre et octobre 2017 et renvoyés au Niger.
Il y aurait une importante diaspora chinoise en Algérie, faisant d'elle la première minorité ethnique en Algérie. On décompte 40 000 ressortissants chinois, dont 2 000 sont naturalisés. Ce phénomène s'explique par le fait qu'au début des années 2000, des entreprises de BTP chinoises avaient obtenus des permis de construire notamment celle de la grande mosquée et de l'opéra d'Alger, important avec elles des travailleurs chinois. En parallèle, il eut aussi une immigration volontaire dont les principaux ressortissants chinois sont des commerçants originaires de la province côtière du Fujian, dans le sud-est de la Chine. Ils se concentrent pour la majorité dans des petits immeubles sur 10 hectares baptisé Boushaki et y créent une importante activité commerciale.
| Pays d'origine                              | 2020       |
| ------------------------------------------- | ---------- |
| Population totale en Algérie                | 44 244 344 |
| Estimation totale de la population immigrée | 250 378    |
| Sahara occidental                           | 162 952    |
| Palestine                                   | 31 097     |
| Somalie                                     | 11 361     |
| Syrie                                       | 7 757      |
| Irak                                        | 7 441      |
| Arabie saoudite                             | 3 852      |
| Yémen                                       | 2 320      |
| Libye                                       | 2 281      |
| Jordanie                                    | 2 216      |

## Langues
Les langues officielles en Algérie sont l'arabe et le tamazight. L'arabe dialectal, appelé localement darja ou dziriya est la principale langue véhiculaire utilisée par la population. L'arabe algérien est maîtrisé par la quasi-totalité de la population. L'arabe algérien n'est pas uniforme, il se décline en plusieurs variétés qui ont été influencées par d'autres langues : l'arabe algérois (surtout influencé par le berbère et le turc), l'arabe oranais (influencé par l'espagnol), l'arabe constantinois (influencé par l'italien), l'arabe tlemcénien (influencé par l'arabe andalou), etc.
Le français est la langue la plus utilisées par les Algériens sur les réseaux sociaux, selon l'Organisation internationale de la francophonie il y aurait 13,8 millions de francophones en Algérie soit 33 % de la population.
L'Algérie compterait environ 25 % de berbérophones.

## Origine du peuplement

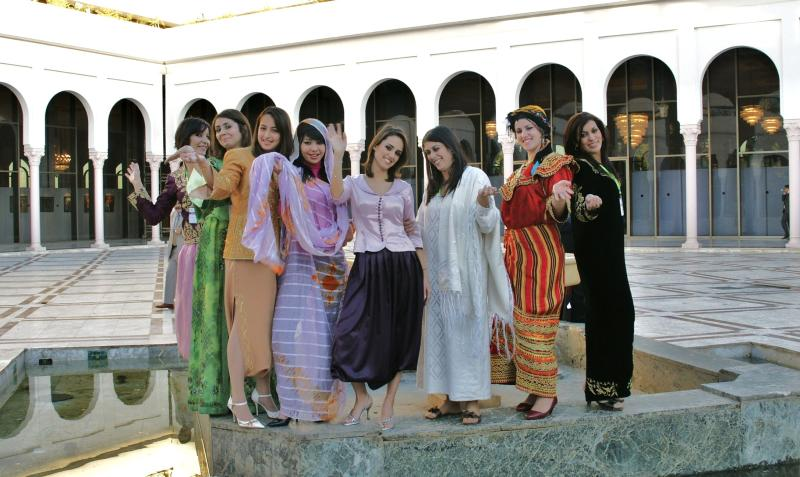
Femmes algériennes en tenues traditionnelles du pays.

En majorité, les Algériens se revendiquent Arabes. Une partie de la population s'identifie aux Berbères, principalement les Kabyles, les Chaouis des Aurès, les Mozabites et les Touaregs.
Les Arabes et les Berbères ne formant pas deux ethnies différentes, mais seulement deux groupes linguistiques distincts, il est plus juste de parler d'une population arabo-berbère. Les campagnes peuplées actuellement d'arabophones ont été le lieu d'un brassage important de populations, il est à peu près impossible de faire, en toute certitude, la part de l'élément arabe et de l'élément berbère dans ces régions. Les arabophones sont en effet très souvent des Berbères arabisés, alors que les Berbères sont de nos jours généralement eux aussi arabophones, et ne constituent pas un groupe « pur » non pénétré par l'élément arabe.
Originellement, les ancêtres des Algériens actuels étaient essentiellement des Berbères autochtones, auxquels se sont mêlés des migrants venus du Moyen-Orient arabe, d'Europe du Sud et d'Afrique subsaharienne. La diffusion de l'islam à partir du VIIe siècle et la migration limitée des Arabes du VIIIe et XIe siècles, entraîne la généralisation de la langue arabe.

### Génétique
Le chromosome Y est transmis de père en fils. Des tests dans cette partie du chromosome Y fournissent des informations au sujet des ancêtres masculins directs, soit le père, le grand-père paternel et ainsi de suite.
Selon trois études génétiques menées parmi des Algériens d'Alger, Oran et Tizi Ouzou, les principaux haplogroupes présents en Algérie seraient :
- le E1B1b (50 à 60 %) associé aux Berbères,
- le J (25 %) associés aux Moyen-Orientaux
- et le R1b (10 à 15 %) associé aux Européens de l'Ouest[60],[61].

Fréquences des haplogroupes Y-ADN dans les trois villes
| Population   | Nb  | A/B | E(xE1b1b1) | E1b1b1 | E1b1b1a | E1b1b1b | E1b1b1c | F      | K     | G | I | J1     | J2    | R1a | R1b-M269 | Autres | Études               |
| 1 Oran       | 102 | 0   | 7,9 %      | 0      | 5,9 %   | 45,1 %  | 0       | 0      | 0     | 0 | 0 | 22,5 % | 4,9 % | 1 % | 11,8 %   | 1 %    | Robino et al. (2008) |
| 2 Alger      | 35  | 0   | 2,9 %      | 0      | 11,4 %  | 42,9 %  | 0       | 11,8 % | 2,9 % | 0 | 0 | 22,9 % | 5,7 % | 0   | 0        | 0      | Arredi et al. (2004) |
| 3 Tizi Ouzou | 19  | 0   | 0          | 0      | 0       | 47,4 %  | 10,5 %  | 10,5 % | 0     | 0 | 0 | 15,8 % | 0     | 0   | 15,8 %   | 0      | Arredi et al. (2004) |